# カーンプル
カーンプル（ヒンディー語: कानपुर, ウルドゥー語: کان پور, [kä̃ːn̪.pʊɾ]; 英語: Kanpur）は、インド、ウッタル・プラデーシュ州の工業都市である。面積1,040平方キロメートル、人口277万人。

## 歴史
カーンプルはもともとアワド太守の領土だったが、1801年に太守サアーダト・アリー・ハーン2世がイギリス東インド会社軍の駐留費の代償として、イギリスにこの地を割譲した。
英領時代はカウンポール (Cawnpore) と呼ばれ、イギリス領となった当時はまったくの寒村であったが、1818年にマラーター王国最後の宰相バージー・ラーオ2世がここで年金受給者として暮らし、その後急速に発展した。
1857年のインド大反乱では、その養子ナーナー・サーヒブの軍隊がイギリス人を攻撃し、激しい戦いが繰り広げられた。

## 地理

### 気候
デリーと比べると気温は少し高い程度でほぼ変わらないが、降水量が多い。特に7月は大雨になりやすい時期である。
| カーンプルの気候                                                       | カーンプルの気候 | カーンプルの気候 | カーンプルの気候 | カーンプルの気候 | カーンプルの気候 | カーンプルの気候 | カーンプルの気候 | カーンプルの気候 | カーンプルの気候 | カーンプルの気候 | カーンプルの気候 | カーンプルの気候 | カーンプルの気候 |
| 月                                                                     | 1月              | 2月              | 3月              | 4月              | 5月              | 6月              | 7月              | 8月              | 9月              | 10月             | 11月             | 12月             | 年               |
| ---------------------------------------------------------------------- | ---------------- | ---------------- | ---------------- | ---------------- | ---------------- | ---------------- | ---------------- | ---------------- | ---------------- | ---------------- | ---------------- | ---------------- | ---------------- |
| 最高気温記録 °C （°F）                                                 | 31.1 (88)        | 35.6 (96.1)      | 42.8 (109)       | 45.6 (114.1)     | 47.2 (117)       | 47.3 (117.1)     | 45.0 (113)       | 40.6 (105.1)     | 40.0 (104)       | 40.6 (105.1)     | 36.1 (97)        | 31.3 (88.3)      | 47.3 (117.1)     |
| 平均最高気温 °C （°F）                                                 | 23.1 (73.6)      | 25.9 (78.6)      | 32.3 (90.1)      | 38.3 (100.9)     | 40.7 (105.3)     | 39.0 (102.2)     | 33.8 (92.8)      | 32.9 (91.2)      | 33.2 (91.8)      | 33.0 (91.4)      | 29.4 (84.9)      | 24.8 (76.6)      | 32.2 (90)        |
| 平均最低気温 °C （°F）                                                 | 7.9 (46.2)       | 10.3 (50.5)      | 15.3 (59.5)      | 21.4 (70.5)      | 25.4 (77.7)      | 27.4 (81.3)      | 26.3 (79.3)      | 25.9 (78.6)      | 24.6 (76.3)      | 19.6 (67.3)      | 13.0 (55.4)      | 8.6 (47.5)       | 18.7 (65.7)      |
| 最低気温記録 °C （°F）                                                 | 1.6 (34.9)       | 0.6 (33.1)       | 7.2 (45)         | 11.1 (52)        | 16.4 (61.5)      | 20.6 (69.1)      | 21.7 (71.1)      | 21.7 (71.1)      | 11.8 (53.2)      | 4.6 (40.3)       | 0.5 (32.9)       | −0.9 (30.4)      | −0.9 (30.4)      |
| 降水量 mm （inch）                                                     | 18.7 (0.736)     | 15.7 (0.618)     | 8.3 (0.327)      | 7.4 (0.291)      | 19.8 (0.78)      | 99.0 (3.898)     | 300.8 (11.843)   | 233.1 (9.177)    | 188.7 (7.429)    | 53.8 (2.118)     | 5.1 (0.201)      | 9.1 (0.358)      | 959.6 (37.78)    |
| 平均降雨日数                                                           | 1.9              | 1.5              | 1.0              | 0.8              | 1.2              | 4.6              | 13.7             | 10.7             | 6.8              | 2.1              | 0.4              | 0.7              | 45.5             |
| 出典：India Meteorological Department (record high and low up to 2010) |                  |                  |                  |                  |                  |                  |                  |                  |                  |                  |                  |                  |                  |

## 産業
ガンジス川の舟運と五幹線鉄道により農畜産物、工業製品の取引が盛ん。首都デリーとは鉄道で非常に良好に連絡されている。インドの五大財閥のひとつに数えられるスィンガーニヤー家（J.K.産業）の本拠であり、綿工業を主体に羊毛、ジュートの繊維工業やウッタル・プラデーシュ州に多いサトウキビによる精糖、皮革工業などがあり、近年は化学製品、機械工業も興っている。

## 教育・研究
インドの国立教育・研究機関も多く、インド工科大学カーンプル校（IIT-Kanpur）は、インドの大学中でも超難関で、まさにインドの若き頭脳が集う大学である。農業関係では、インド国立マメ類研究所（Indian Institute of Pulses Research）があり、ヒヨコマメ、キマメ等インドの主要マメ科作物の栽培試験、育種が行われている。

## 交通

### 鉄道
カーンプルは首都デリーとインド東部の大都市コルカタ（カルカッタ）をプラヤグラージ（Prayagraj）、ヴァーラーナシー（Varanasi）、パトナー（Patna）などの都市をガンジス川沿いを経由して結ぶ重要幹線上に位置し、日中はもちろん深夜時間帯も多数の列車が発着する鉄道の要衝である。貨物輸送の一大拠点でもありセントラル駅の西側に巨大な操車場を持つほか、機関区があり機関車を管理している。
市内にはいくつかの旅客駅があるが、インド国鉄の長距離急行列車が多数発着する最重要の駅はカーンプル・セントラル駅（Kanpur Central、国鉄略称CNB）である。同駅はかつてはカウンポール・ノース・バラックス駅（Cawnpore North Barracks）と呼ばれており、略称のCNBはこの旧名称の頭文字に由来する。クルーズトレインなどを除きラージダーニー急行（Rajdhani Express）を含めすべての旅客列車が停車する。
首都デリーとの距離は450㎞程度と比較的近いため、昼行特急のシャターブディー急行（Shatabdi Express）が設定されており両都市間を5時間半ほどで両都市を結んでいる。また、比較的短距離であるが、途中無停車で両都市を結ぶ夜行寝台列車シャーラム・シャークティ・エクスプレス（Shram Shakti Express）も設定されている。このほか州都ラクナウまでは北東に約70㎞1時間半、宗教都市ヴァーラーナシーまでは約330km4時間、コルカタまでは約1,000㎞で最速12時間半、西部の大都市ムンバイまでは約1,300㎞で最速21時間程度で何れも直通列車が運転されている。
他のインドの都市同様にセントラル駅の容量不足が問題になっており、駅の大規模な拡張計画や一部列車のターミナル分散化などが検討されている。

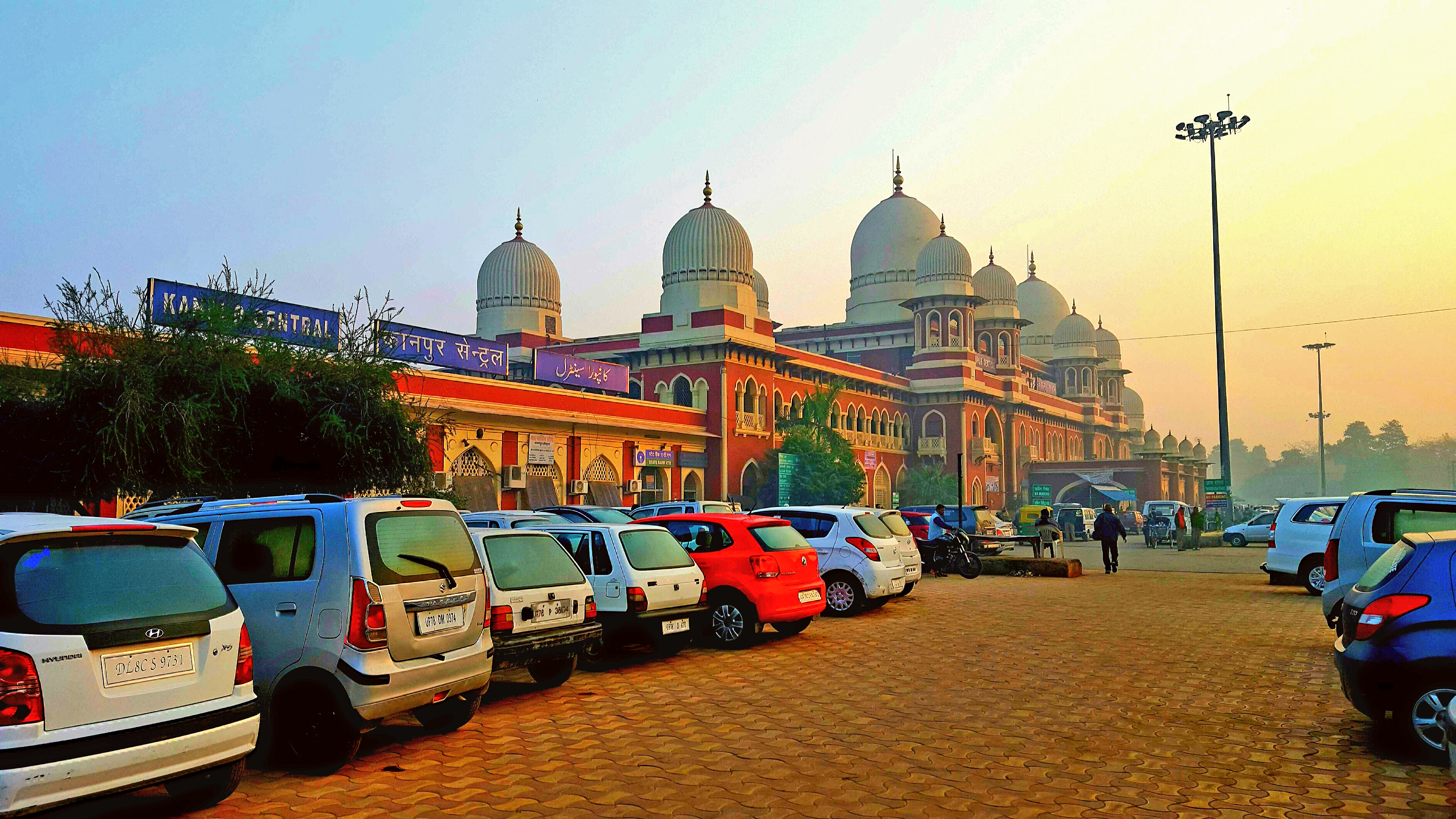
町の中心駅カーンプル・セントラル駅
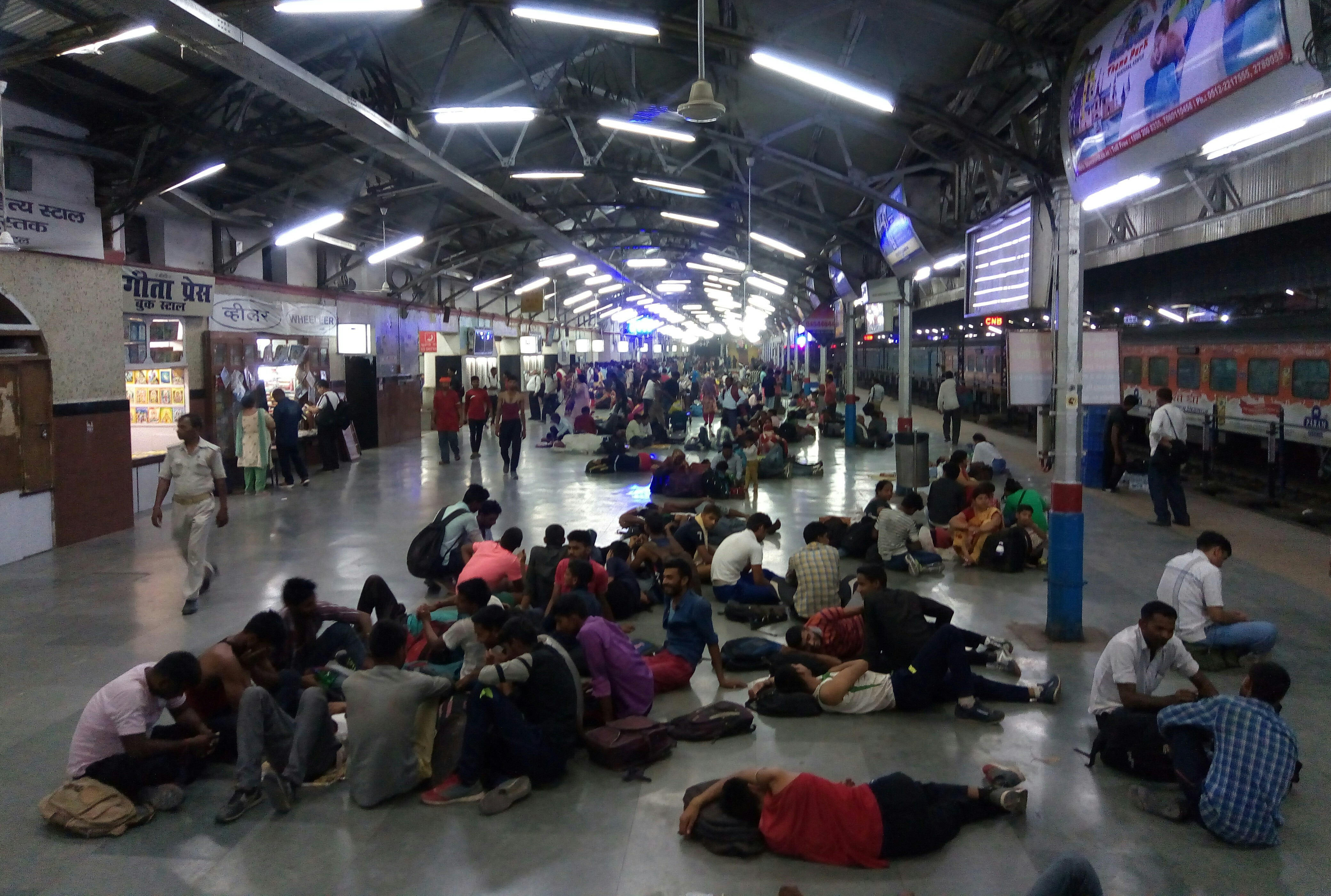
夜9時過ぎのセントラル駅ホーム。深夜も列車が発着する

国鉄の路線網を活かした近郊電車（suburban railway）が存在するほか、他のインドの都市同様中心市街地にはカーンプル地下鉄（メトロ）を作る計画も進んでおり、2021年12月に最初の路線であるオレンジライン（Orange Line）の約9㎞が開業した。今後もオレンジラインの延伸や新規路線が計画されている。この地下鉄はインド国鉄では標準的な広軌（1,676㎜）ではなく国際標準軌（1,435㎜）で整備されており国鉄のネットワークとは独立したものとなっている。

## 姉妹都市
- マンチェスター、イギリス
- ミルウォーキー、アメリカ合衆国
- 大阪市、日本
- 花蓮市、台湾
- バスラ、イラク
- エカテリンブルク、ロシア
- ファイサラーバード、パキスタン